# Средногорово
Средного́рово (болг. Средногорово) — село в Старозагорській області Болгарії. Входить до складу общини Казанлик.

## Населення
За даними перепису населення 2011 року у селі проживали 213 осіб, з них 208 осіб (99,0%) — болгари.
Розподіл населення за віком у 2011 році:
Динаміка населення: